# Tine Wilde

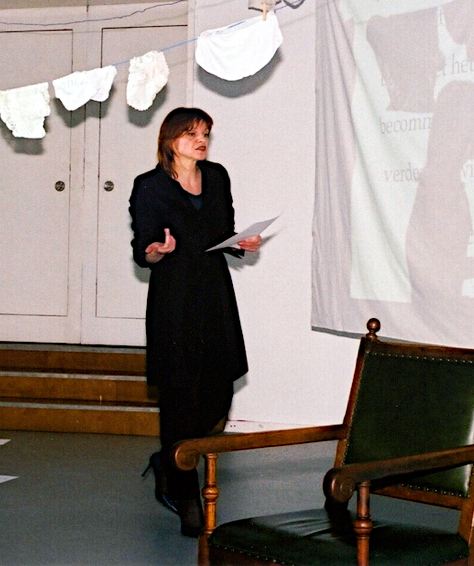
Performance Taal en Broekje (2006), Arti & Amicitiae, Amsterdam

Martina Christina (Tine) Wilde (Nijmegen, 26 augustus 1955) is een Nederlands conceptueel kunstenaar en filosoof, actief in installatiekunst,  performance, fotografie en tekst. Zij woont en werkt in Amsterdam.

## Leven en werk
Tine Wilde studeerde Fine Art aan de academie van Kunst & Design AKI in Enschede en filosofie aan de Universiteit van Amsterdam waar zij in 2008 promoveerde op een combinatie van filosofie en kunstwerken met project Do not Erase en publicatie Remodel[l]ing Reality.
Haar praktijk omvat op maat gemaakte installaties, performance, fotografie en tekst. Kleur en kleursystemen zijn terugkerende motieven. 

Ze kreeg bekendheid met haar performance Von Märchen und Gespenster in Keulen (1992) en haar onderzoek in de atoomschuilkelder te Dalfsen (1998). Haar permanente foto-installatie Corrido[o]r-Empty Space is te zien in de hal van de Afdeling Wijsbegeerte, Oude Turfmarkt 141, Amsterdam.
Naast haar beeldend werk schrijft Tine Wilde over de relatie tussen filosofie en kunst en verzorgt zij masterclasses en openbare lezingen.

## Publicaties
2019: Soul Space. Isbn 978-90-804240-5-0
2016: Over Schuld en Schaamte. Isbn 978-90-804240-0-5